# Daseinsgrundfunktionen

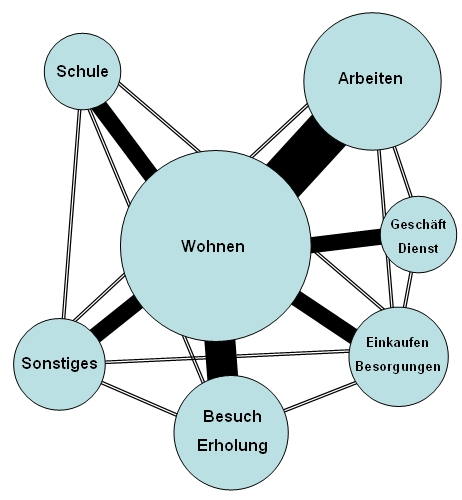
Bedeutung der Verkehrsteilnahme zur Erfüllung der Daseinsgrundfunktionen

Die Daseinsgrundfunktionen (DSGF; auch Grunddaseinsfunktionen) sind in der Sozialgeographie relevante, grundlegende menschliche Bedürfnisse und somit Ansprüche an den jeweiligen Lebensraum des Menschen.
Das modellhafte Gefüge der Daseinsgrundfunktionen ermöglicht eine relativ objektive Sichtweise, weil systematische Beschreibung und Analyse eines betrachteten Lebensraumes gemacht wird und geht dabei vom Menschen aus, so dass die Erfüllung menschlicher Grundbedürfnisse berücksichtigt ist. Sie wurden in den 1960er-Jahren durch Dieter Partzsch (1965) bzw. Karl Ruppert / Franz Schaffer (1968) eingeführt.
Bei der Raumanalyse muss beachtet werden, dass sämtliche Funktionen miteinander in Zusammenhang stehen. Die Daseinsgrundfunktionen sind objektiviert und ihre Erfüllung ist in der Realität je nach den verschiedenen Ansprüchen des jeweiligen Individuums verschieden. Anhand der DSGF lässt sich der sozio-kulturelle Aspekt der Trias der Nachhaltigkeit erarbeiten.

## Begriff
Die Daseinsgrundfunktionen sind:
- Wohnen
- Arbeiten
- Sich versorgen (Nahrung, Kleidung etc.)
- Sich bilden
- Sich erholen
- In Gemeinschaft leben
- Entsorgen (seit 1979)
- Am Verkehr teilnehmen
- (An Kommunikation teilnehmen)

Die sieben Grunddaseinsfunktionen der Münchner Schule der Sozialgeographie:
- Wohnen
- Arbeiten
- Sich erholen
- Sich bilden
- Am Verkehr teilnehmen
- In Gemeinschaft leben
- Ver- und Entsorgen

Als triviales Beispiel sei ein Wohnstandort am Stadtrand angenommen: Dieser erfordert längere Wege z. B. zur Arbeit und zum Einkaufen bzw. zu Bildungseinrichtungen. Die betreffende Person muss nun zur Erfüllung dieser Faktoren länger am Verkehr teilnehmen, hat aber den Vorteil kürzerer Fahrtzeiten zum Stadtrand (zwecks Erholung) oder Wohnvorteile („Wohnen im Grünen“).

## Abgrenzung
An Kommunikation teilzunehmen ist manchmal nicht als Daseinsgrundfunktionen gekennzeichnet, sondern als notwendige Tätigkeiten zur Ermöglichung anderer Daseinsgrundfunktionen.
Die Funktion „Entsorgen“ wurde dem Gefüge von einigen Autoren später hinzugefügt. Gemeint ist wohl
- Abfallentsorgung (Hausmüll, Sperrmüll, für Gartenbesitzer evtl. Biotonne)
- Abwasserentsorgung

Beide Entsorgungsarten sind in Deutschland und in anderen westlichen Industrieländern seit den 1970er-Jahren erheblich teurer geworden; ebenso Strom (siehe Strompreis), Wasser (Trinkwasser) und Gebäudeheizung (siehe Ölkrise, Ölpreis, Gaspreis).